# Aortadissektion
Aortadissektion är ett tillstånd då vävnadslagren i aortaväggen separeras, vilket gör att blod leds parallellt med den normala blodströmmen i aorta. Ibland används termen dissekerande aortaaneurysm, vilket dock bör undvikas eftersom det kan leda till förväxling med rupturerat aortaaneurysm, som är ett annat tillstånd i aorta med annan sjukdomsmekanism.
Det vanligaste symptomet vid aortadissektion är svåra och snabbt insättande bröst- eller ryggsmärtor med eller utan cirkulatorisk påverkan. Symptomen kan således likna de vid en akut hjärtinfarkt. Tillståndet uppkommer vanligtvis spontant men riskfaktorer är ateroskleros, hypertoni och vissa ärftliga tillstånd, till exempel Marfans syndrom.
Vid misstanke om aortadissektion fordras snabb diagnos, oftast med datortomografi. Dödligheten är mycket hög utan behandling. Behandlingen består i första hand att hålla blodtrycket strikt kontrollerat, men i många fall krävs också operation.

## Historia
Den första beskrivna fallet av aortadissektion är från 1760 när den 76-årige Georg II av Storbritannien hittades död på toaletten. Vid obduktionen upptäcktes att aortan spruckit nära hjärtat, vilket fått hjärtsäcken att fyllas med blod så att hjärtat klämts ihop och inte orkade pumpa, dvs den direkta dödsorsaken var hjärttamponad.
Den första framgångsrika operationen för att rädda en patient med aortadissektion gjordes 1954. En av kirurgerna, Michael DeBakey utvecklade under många år tekniken att ersätta den skadade aortan med ett rör av polyetentereftalat (marknadsfört under namnet Dacron). Han drabbades själv av aortadissektion vid 97 års ålder och överlevde i två år tack vare tekniken han själv utvecklat.